# Bâtiment principal de l'université d'Helsinki

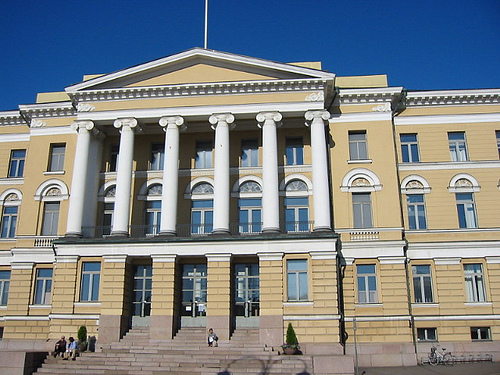
La façade du bâtiment.

Le bâtiment principal de l’Université d’Helsinki (en finnois : Helsingin yliopisto päärakennus) est un bâtiment situé sur la Place du Sénat à Helsinki en Finlande.

## Description
Le bâtiment principal de l'université d'Helsinki est un bâtiment de style Empire conçu par Carl Ludvig Engel et dont la construction s'est achevée en 1832, sur la place du Sénat.
Le bâtiment est l'une des œuvres les plus importantes de Carl Ludvig Engel .
Il a été agrandi dans les années 1930 selon les plans de Johan Sigfrid Sirén et occupe tout l'îlot urbain.
L'Îlot urbain du bâtiment principal est délimité par la partie d'Unioninkatu qui longe le bord ouest de la place du Sénat, ainsi que par Aleksanterinkatu, Fabianinkatu et  Yliopistonkatu.
Il forme le Campus du centre-ville d'Helsinki avec plusieurs bâtiments à l'ouest et au nord.
Le bâtiment principal a toujours été le centre administratif et cérémonial de l'Université d'Helsinki. Actuellement, la majorité de l'administration centrale de l'université opère dans le nouveau bâtiment administratif situé dans l'îlot voisin, mais les bureaux du chancelier et du recteur ainsi que la salle de réunion du consistoire se trouvent toujours dans le bâtiment principal. La grande salle de bal du bâtiment principal est l'espace le plus festif de l'université, où sont organisées, entre autres, l'ouverture festive de l'année universitaire et les promotions de maîtrise et de doctorat.
La salle est également utilisée comme salle de concert. Aujourd'hui, la majeure partie du bâtiment principal est utilisée pour l'enseignement de la Faculté des sciences humaines. Dans la nouvelle partie faisant face à Fabianinkatu, se trouve également le musée de l'université d'Helsinki.

## Architecture et symbolisme

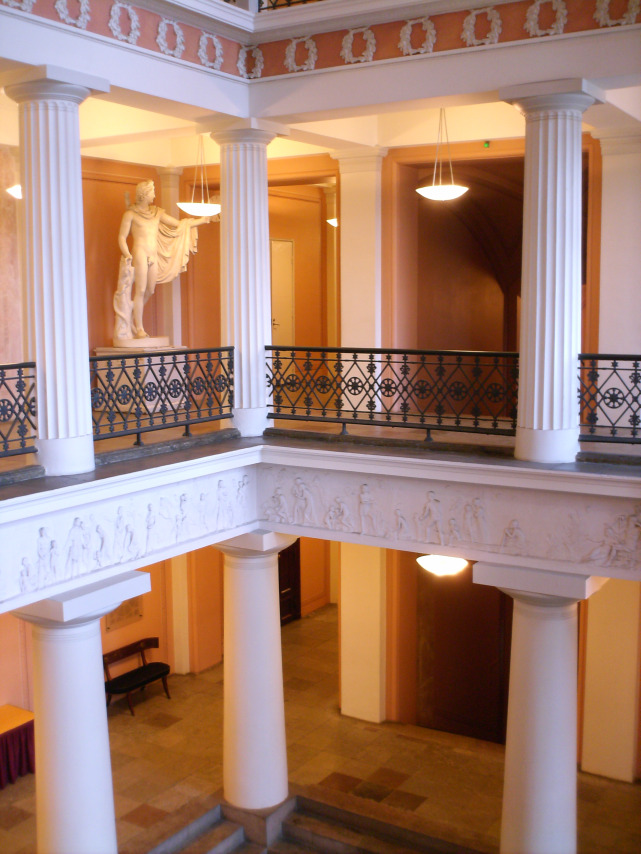
Une vue du vestibule. En arrière-plan, une réplique de la statue de l'Apollon du Belvédère, qui appartient aux collections d'art de l'université..

La Maison du Sénat (aujourd'hui Palais du Conseil d'État) située à l'extrémité orientale de la place du Sénat était déjà achevée en 1820 et Carl Ludvig Engel l'a utilisée comme point de départ lors de la conception du bâtiment universitaire.
Les façades du Sénat et de l'université sont fondamentalement les mêmes, ce qui rend la place du Sénat symétrique. Les deux bâtiments ont trois étages et leurs façades sont dominées par l'avant-corps central orné de colonnes et ses triangles d'extrémité, et les avant-corps latéraux ornés de pilastres.
Il existe cependant des différences essentielles dans les détails des bâtiments.
La façade du Sénat est plus richement décorée et ses colonnes sont corinthiennes, tandis que la façade de l'université est plus réduite et ses colonnes sont ioniques.
Dans l'architecture de cette époque, l'ordre architectural hérité de l'Antiquité avait une signification symbolique importante : l'ordre corinthien de style romain représentait le pouvoir de l'État et le pouvoir des dirigeants, tandis que l'ordre ionique de style grec représentaient la civilisation et les arts.
Pour souligner le caractère grec de l'université, Carl Ludvig Engel avait prévu une statue d'Apollon sur son toit, mais celle-ci n'a pas été réalisée.
Les espaces les plus importants du bâtiment universitaire sont le hall principal ou vestibule et la salle des fetes. Le symbolisme grec de la façade se poursuit dans le vestibule de trois étages, dont le style imite une ancienne cour.
Les colonnes doriques soutiennent les sols et la série de peintures Väinämöinen soitto de style grec de Carl Eneas Sjöstrand illustre l'espace.
Au lieu de cela, la salle de bal semi-circulaire, située immédiatement derrière le vestibule, était de style romain et ses colonnes étaient corinthiennes. Cela est dû au fait que le buste d'Alexandre Ier, réalisé par Ivan Martos, qui se trouvait déjà dans la salle de bal de l'Académie de Turku, a été placé à la place d'honneur de la salle, où l'empereur est représenté dans le costume d'un empereur romain.
Placer un empereur en costume romain dans une salle grecque aurait été une erreur de style selon le sens du style de l'époque.
Carl Ludvig a placé le buste en bronze sur un socle élevé au fond de la salle, où il pouvait être vu jusqu'au bout lorsque les portes de la salle des fêtes et du vestibule étaient ouvertes.
Un lutrin récupéré dans la salle des fêtes de l'Académie de Turku et des portes décoratives en acajou, qui se trouvent encore aujourd'hui dans la salle, ont également été placées dans la salle des fêtes.